# Vita Karin
Vita Karin är enligt folktro ett spöke på Snogeholms slott. Hon ska ha kallats "Lilla Karin" när hon levde och arbetade i slottets matsal i slutet 1700-talet. Hon fick ofta skäll för att hon satte fingrarna i pajerna när hon bar dem. En adelsman hade ett gott öga till henne, vilket fick andra att vilja spela henne ett spratt. De skickade ett falskt friarbrev till Karin, och bad henne komma till en grotta utanför slottet. Karin sydde en brudklänning av sina gardiner och begav sig till möteplatsen. Istället för adelsmannen väntade fem män på henne, som våldförde sig på henne och misshandlade henne. Hon bars tillbaks till slottet, där man fann henne nästa morgon, död, likblek och i en vit klänning.Hennes ande brukar visa sig som ett vitt ljussken eller som en vit blixt. Nuvarande Snogeholms slott byggdes i slutet av 1860-talet. Då hade den ursprungliga byggnaden från 1600-talet brunnit ned. 
Ett pågatåg bär numera namnet "Vita Karin", efter en namntävling på Skånetrafiken.